# Homofilie
Homofiel is een enigzins in ongebruik geraakt woord voor homoseksueel, dat in Nederland en België vanaf eind jaren veertig tot in de jaren zeventig in gebruik was. Daarvóór was uranisme de meest neutrale term wanneer men aantrekking tot hetzelfde geslacht wou omschrijven. In de 21e eeuw is het grotendeels vervangen door homoseksueel, homo of gay.
Homofiel komt van het Grieks homos (dezelfde) plus philein (houden van). Het is tegengesteld aan heterofiel, van het Griekse heteros (verschillend). Homofiel is zowel een bijvoeglijk naamwoord als een zelfstandig naamwoord, afgeleid van homofilie. Homofilie betekent gerichtheid op vriendschap met een persoon van het eigen geslacht. Anders dan bij homoseksualiteit hoeft er bij zo'n vriendschap geen seksueel verlangen op te treden. 
Daardoor maken sommigen het onderscheid dat een homofiel dezelfde seksuele gevoelens heeft als een homoseksueel, maar ze niet in de praktijk brengt. Dat is echter een onjuiste interpretatie van het woord. Platonische homo is daarvoor een betere term.
Weliswaar gebruikte de Nederlandse medicus L.S.A.M. von Römer het woord homoiophil al in 1903, en de Duitse arts K.-G. Heimsoth het woord homophilie in 1925, maar deze termen vonden geen navolging. Niek Engelschman en Jaap van Leeuwen, de voormannen van het C.O.C. (tegenwoordig Nederlandse Vereniging tot Integratie van Homoseksualiteit COC), introduceerden de term voor het eerst in druk in 1949, in het augustus-septembernummer van het maandblad Vriendschap. Ook in het buitenland werd de benaming overgenomen. 
Van Leeuwen beoogde met de nieuwe term dat homoseksuelen niet op de eerste plaats op hun seksualiteit beoordeeld zouden worden, maar als medemens, met alleen een andere liefdesrichting. Daarbij moet men bedenken dat het Europa van de jaren veertig en vijftig veel en veel preutser was dan tegenwoordig. Homoseksueel, met het gevaarlijke seks erin, kon je niet zomaar gebruiken. Homofiel was neutraler en netter. 
In de jaren zeventig werd het gebruik van de term homofiel minder courant. Door de seksuele revolutie werd seksualiteit minder taboe. Homofiel werd steeds vaker vervangen door homoseksueel wanneer men een seksuele voorkeur aangaf. Een neutraler woord is simpelweg homo, hoewel dat ook vaak als scheldwoord wordt gebruikt. Sinds de jaren '80 is als vriendelijker klinkend alternatief het Engelse woord gay ook in Nederland in gebruik gekomen.